# 阿图莎·普尔卡希扬
阿图莎·普尔卡希扬（波斯語：‎，1988年5月16日—），伊朗女子国际象棋棋手、女子特级大师。
2000年，普尔卡希扬曾获世界国际象棋女子12岁组冠军。此后，她于2007年、2008年、2009年、2011年、2013年、2014年先后六次获得伊朗国际象棋女子全国冠军。2010年，她还夺得过亚洲国际象棋女子冠军。